# Kanton Ambert
Kanton Ambert (fr. Canton d'Ambert) je francouzský kanton v departementu Puy-de-Dôme v regionu Auvergne. Tvoří ho devět obcí.

## Obce kantonu
- Ambert
- Champétières
- La Forie
- Job
- Marsac-en-Livradois
- Saint-Ferréol-des-Côtes
- Saint-Martin-des-Olmes
- Thiolières
- Valcivières